# Bodajk
Bodajk is een plaats (város) en gemeente in het Hongaarse comitaat Fejér. Bodajk telt 4103 inwoners (2001).